# Vallmoll
Vallmoll település Spanyolországban, Tarragona tartományban. Vallmoll Valls, Puigpelat, Nulles, La Secuita, Els Garidells, El Rourell, El Morell és La Masó községekkel határos. Lakosainak száma 1951 fő (2024).

## Népesség
A település népessége az elmúlt években az alábbi módon változott:
| Lakosok száma | 504  | 1409 | 962  | 871  | 975  | 1378 | 1630 | 1670 | 1756 | 1951 |
|               | 1717 | 1887 | 1936 | 1960 | 1986 | 2004 | 2009 | 2014 | 2019 | 2024 |